# (32726) Chromios
(32726) Chromios (4179 T-3) – planetoida z grupy trojańczyków okrążająca Słońce w ciągu 11,9 lat w średniej odległości 5,21 j.a. Odkryta 16 października 1977 roku.